# Постовий Дмитро Андрійович
Дмитро Андрійович Постовий (7 листопада 1920, Новогеоргіївськ — невідомо) — радянський український учений-правознавець, фахівець в галузі кримінального процесу. Кандидат юридичних наук (1964), доцент (1967). Учасник Другої світової війни. З 1966 по 1971 рік був завідувачем кафедри кримінального процесу Харківського юридичного інституту. Учень професорів Моріца Гродзінського та Абрама Рівліна.

## Життєпис
Дмитро Постовий народився в Новогеоргіївську (нині Кіровоградська область України) 7 листопада 1920 року. Починаючи з 1930 року, і протягом наступних десяти років, навчався в місцевій середній школі, а після її закінчення — у жовтні 1941 року призваний до Військово-морського флоту СРСР, служив у розвідзагоні в підрозділі бойових плавців Чорноморського флоту, дійшов до звання старшини першої статті, командира відділення легких водолазів-розвідників. Брав участь у боях Німецько-радянської війни, за що нагороджений орденом Червоної Зірки (5 квітня 1945) та трьома медалями («За оборону Севастополя», «За оборону Кавказу» та «За перемогу над Німеччиною у Великій Вітчизняній війні 1941—1945 рр.»).
Постовий демобілізувався в березні 1947 року, а у вересні — вступив до Харківського юридичного інституту, який закінчив у 1951 році. Закінчивши виш, він там же три роки навчався в аспірантурі, і з 1954 почав у ньому працювати. Спочатку обіймав посаду викладача, а в березні 1963 року підвищений до старшого викладача. У 1964 році в Харківському юридичному інституті захистив дисертацію на здобуття наукового ступеня кандидата юридичних наук на тему «Обвинувальний висновок у радянському кримінальному процесі». Керівниками даної роботи стали професори Моріц Гродзінський та Абрам Рівлін, а офіційними опонентами — професор Ілля Перлов і доцент А. Соловйов.
Декілька місяців у першій половині 1966 року обіймав посаду доцента Харківського юридичного інституту. Того ж року об'єднану кафедру кримінального права та кримінального процесу поділено на дві — кафедру кримінального права та кафедру кримінального процесу, завідувачем останньої призначили Постового. Згодом його перевели на посаду доцента цієї ж кафедри (1967) та затвердили в однойменному вченому званні, а в липні 1971 — на посаду старшого наукового співробітника, на якій працював два роки. В 1974 був офіційним опонентом на захисті кандидатської дисертації в І. Д. Гончарова.
6 листопада 1985 року нагороджений орденом Вітчизняної війни I ступеня.

## Вибрані праці
Дмитро Анатолійович став автором та співавтором двадцяти робіт, серед яких були :
Підручники, навчальні посібники, науково-практичні коментарі
- Постовой Д. А. Соотношение государственного и общественного обвинения в советском уголовном процессе: учеб. пособие. — Х. : Харьк. юрид. ин-т, 1977. — 55 с.
- Постовой Д. А. Развитие советского законодательства об отраслях прокурорского надзора: учеб. пособие. — Х. : Харьк. юрид. ин-т, 1978. — 61 с.
- Ривлін А. Л., Постовий Д. А. Виникнення і найважливіші етапи розвитку радянського кримінально-процесуального права (Розділ 2) // Радянський кримінальний процес. — К. : Вища шк. / М. М. Гродзинський та ін. ; за заг. ред. А. Л. Ривліна, 1971. — С. 18—30.
- Постовой Д. А. Глава I. Основные положения советского уголовного процесса; Глава II. Возникнавение и важнейшие этапы советского уголовно-процессуальногоправа; Глава III. Принципы советского уголовного процесса; Глава XXI. Исполнение приговора / Советский уголовный процесс / Под общ. ред. М. И. Бажанова и Ю. М. Грошевого. — Киев: Головное издательство издательского объединения «Вища школа», 1978. — С. 2—24; 24—48; 48—74; 381—397. — 472 с. — 50 000 экз.
- Постовой Д. А. Глава 5. Доказательства; Глава 34. Применение принудительных мер медицинского характера // Уголовно-процессуальный кодекс Украинской ССР: Науч.-практ. коммент / В. Г. Белоусенко, Ю. М. Грошевой, А. Я. Дубинский и др. ; Отв. ред. П. Г. Цупренко. — К. : Политиздат Украины, 1984. — С. 101—124; 538—545. — 595 с. — 150 000 экз.

Статті
- Постовой Д. А. Поняття обвинувачення у новому кримінально-процесуальному законодавстві // Радянське право. — 1961. — № 3. — С. 103—108.
- Постовой Д. А. Из истории разработки и принятия положений о прокурорском надзоре в РСФСР и УССР // Вопросы государства и права. Сборник статей / И.&nbsp;Н.&nbsp;Даньшин (отв. редактор). — Москва: «Юридическая литература», 1974. — Вып. 2. — С. 70—80 — 3000 экз.
- Цупренко П., Постовий Д. А. 60-річчя Декрету Ради народних Комісарів України «Про суд» // Радянське право. — 1979. — № 7. — С. 8—13.